# Kristina Poplavskaja
Kristina Poplavskaja (24 luglio 1972) è un'ex canottiera lituana.

## Palmarès

### Olimpiadi
- 1 medaglia:
  - 1 bronzo (Sydney 2000 nel due di coppia)